# Medinilla latericia
Medinilla latericia är en tvåhjärtbladig växtart som beskrevs av Regalado. Medinilla latericia ingår i släktet Medinilla och familjen Melastomataceae. Inga underarter finns listade i Catalogue of Life.